# Juan Bautista de Anza I
Juan Bautista de Anza y Sasoeta  (Hernani, 29 de junio de 1693 - 9 de mayo de 1740) fue un minero, militar y explorador español asentado en el noroeste de México y el suroeste de los Estados Unidos. Fue padre y precursor en las labores de exploración de Juan Bautista de Anza, así como acompañante de Eusebio Francisco Kino en algunas expediciones. 

## Orígenes y vida en España
Nació el 29 de junio de 1693 en Hernani, Guipúzcoa, España, hijo del boticario local, Antonio de Anza, y de Lucía de Sassoeta. Fue ayudante de su padre, llevando medicinas y mensajes a los clientes de la botica, principalmente a doctores. También se dedicó a ser testigo de asuntos legales, algunos de gran importancia. En una ocasión, atestiguó un asunto en el que Rey Felipe V tuvo que intervenir. Años después, este mismo Rey enviaría un reconocimiento a Anza por sus servicios en la Nueva España.
Uno de los factores importantes de la formación en su tierra natal fue la familiaridad con los bailes paganos de los vascos, los que, con el tiempo, fueron aceptados por la iglesia católica, una vez que fallaron los intentos por suprimirlos. Esto repercutiría en la forma en que logró acercarse e incluir a muchos grupos étnicos dentro de las tradiciones católicas una vez que estuvo en América, durante el proceso de aculturación característico de ese período.

## Llegada a la Nueva España
Llegó a Culiacán a la edad de 19 años, donde vivían dos tías, hermanas de su madre. Estaría poco tiempo en esa ciudad, para luego mudarse y dedicarse a la minería en la ciudad de Álamos por un breve período. Entre 1716 y 1720 trabajó entre Aguaje (al sur este de Hermosillo) y Real de Minas de Tetuachi, al sur de Arizpe; en esta última zona establecería minas que heredaría a sus descendientes.

### Primera etapa en Sonora
Durante estos años empezó a involucrarse en asuntos políticos y militares. Antes de que su prueba de nobleza fuera oficializada, participó en la petición formal por escrito para que Joachín José de Rivera no fuera nombrado lugarteniente de Sonora, bajo el mando del Gregorio Álvarez Tuñón y Quirós, Alcalde Mayor de Sonora, precisamente porque no contaba con una prueba de nobleza, o de "limpieza de sangre". Este sería el primero de varios encuentros conflictivos con Don Gregorio. 
Una vez que su nobleza se oficializó, su ascenso dentro de la milicia en el estado de Sonora se dio, en parte, porque sabía leer y escribir, algo que era poco frecuente en la época. En la ausencia del Alférez Juan Antonio Durán, fue él quien pudo hacerse cargo de asuntos que requerían leer y escribir. Sus primeras operaciones militares las hizo alrededor de 1720, en la sierra, cerca del Río Sonora, contra los apaches. Fue nombrado Teniente del Alcalde Mayor, Rafael Pacheco Ceballos, mientras vivía en Real de Minas de Tetuachi, y ejerció el mando de esta provincia en 1721.

## En el Presidio de Janos, Chihuahua
Se desempeñó como Alférez en este presidio desde su llegada en 1721. Se creó una relación muy íntima con el Capitán Antonio Bezerra Nieto, encargado del Presidio, casándose con su hija, María Rosa Bezerra. Había tenido una pareja anteriormente; aunque no hay evidencias de que haya habido un matrimonio oficial, se sabe que procreó dos hijas con una mujer llamada María Valenzuela en el pueblo de Aguaje, o Tetuachi, Sonora. Fue nombrado Lugarteniente de Janos en 1722, y hasta 1726. Estando encargado de resguardar la frontera con territorio apache en Janos, siguió administrando minas en Tetuachi con la ayuda de su sobrino, Pedro Felipe de Anza, que llegaría a Sonora en 1724. Pedro Felipe siguió al frente de estas, incluso después de la muerte de su tío.

## En el Presidio de Fronteras, Sonora
En 1726 es nombrado capitán del Presidio de Fronteras, Sonora, a donde llegó el 29 de octubre, por recomendación del brigadier Pedro de Rivera. Tomó ese puesto para sustituir al Capitán Gregorio Álvarez Tuñón y Quirós, quien habría llevado al presidio de Fronteras (también conocido como Presidio de Santa Rosa de Corodéguachi) a una crisis administrativa, cometiendo varios agravios, por los que fue juzgado por la ley. Ahí siguió encargado de vigilar la zona de ataques apaches. En este presidio, encontró un lugar que militarmente ofrecía grandes ventajas. Desde lo alto de la sierra, y con estructuras de vigilancia como una torre, la visibilidad que tenía este lugar permitía estar al tanto de los movimientos cercanos del enemigo. 
Fue Alcalde Mayor de la Provincia de Sonora y teniente de gobernador y capitán general. Combatió a varios grupos étnicos de la región, como a los Pimas Altos de la región de San Javier del Bac, así como a los Pimas Bajos de Tecoripa. Medió en un conflicto con motivo de la desobediencia del misionero Agustín Campos de dejar la misión de San Ignacio, a nombre de la Compañía de Jesús. Años más tarde, en 1767, su hijo, Juan Bautista de Anza, sería encargado de expulsar a los jesuitas de la región por orden del Rey Carlos III de España.

### Influencia en el sur de Estados Unidos
Al mando del Presidio de Fronteras, envió soldados a los valles de los ríos de San Luis y la parte alta de Santa Cruz en la Pimería Alta, facilitando la primera llegada de colonos a esta área. Fundó los ranchos Guevavi, San Mateo, Sicurisuta y Sópori; se le atribuyen las primeras operaciones ganaderas en lo que hoy es el sur de Arizona. En esta región logró extraer grandes cantidades de plata, las cuales eran manejadas en gran parte en el rancho Arizona, propiedad de su amigo Bernardo de Urrea; dada la prominencia de la cantidad de plata extraída, los documentos concernientes a dicho asunto, redactados por el escribano Manuel José de Sosa, referían repetidamente el nombre de Arizona, palabra de origen vasco. A la postre, esto le daría el nombre a lo que hoy se conoce como el estado número cuarenta y ocho de los Estados Unidos.

## Fin de su vida
Persiguió la meta de descubrir una ruta entre Sonora y lo que se conocía como la Alta California. Sin embargo, sus planes se truncaron cuando, después de un viaje de rutina a Suamca, Guevavi, Tumacácori y San Javier del Bac, fue emboscado y asesinado por los apaches el 9 de mayo de 1740; aparentemente, se adelantó demasiado del resto de su escolta, encontrando la muerte en algún lugar entre Santa María Sumca y un rancho, que será el Presidio Terrante años más tarde.